# Eleora Hamming
Eleora Hamming (* 13. August 1999 in Vancouver) ist eine ehemalige kanadische Skispringerin.

## Werdegang
Eleora Hamming wurde in Vancouver geboren, lebt aber derzeit in Calgary. Sie startet für den Altius Nordic Ski Club. Sie debütierte am 11. und 12. Juli 2015 in Villach im FIS Cup, wo sie die Plätze 30 und 18 belegte. Ihre nächste Wettbewerbsteilnahme im September 2015 in Midtstuen, Oslo war zugleich ihr Debüt im Continental Cup; im ersten Wettbewerb wurde sie disqualifiziert, beim zweiten Wettbewerb erreichte sie Rang zehn.
Im Februar 2016 gewann Hamming bei den Kanadischen Meisterschaften 2016 auf der Normalschanze im Whistler Olympic Park im Damen-Einzel die Goldmedaille vor Natasha Bodnarchuk und Abigail Strate.
Am 13. Februar 2016 debütierte sie beim Wettbewerb in Ljubno im Skisprung-Weltcup, verpasste jedoch mit Platz 39 den zweiten Durchgang und damit Weltcuppunkte.
In der Saison 2016/17 startete Hamming nur zweimal im Weltcup, nämlich am 15. und 16. Februar 2017 im südkoreanischen Pyeongchang, wo sie mit zwei 31. Plätzen jeweils die Punkteränge knapp verpasste. Dies waren zugleich ihre bis heute letzten Teilnahmen an internationalen Wettbewerben. Rund zwei Wochen davor war sie bei den Junioren-Weltmeisterschaften 2017 in Park City, Utah an den Start gegangen. Dort erreichte Hamming im Einzelwettbewerb Platz 35 sowie im Teamwettbewerb zusammen mit Abigail Strate, Nicole Maurer und Natasha Bodnarchuk den sechsten Platz.

## Erfolge

### Continental-Cup-Platzierungen
| Saison  | Platz | Punkte |
| ------- | ----- | ------ |
| 2016/17 | 30.   | 004    |